# Michal Krčmář
Michal Krčmář, född 23 januari 1991, är en tjeckisk skidskytt. Hans första pallplats i världscupen kom i jaktstarten den 15 januari 2017 i Ruhpolding, Tyskland.
Krčmář deltog vid olympiska vinterspelen 2014.